# Leo Tindemans
Leonard Clemence (Leo) Tindemans (Zwijndrecht, 16 april 1922 – Edegem, 26 december 2014) was een Belgisch politicus voor de CVP  en minister van staat. Hij was eerste minister van twee regeringen in België (periode van 25 april 1974 tot 20 oktober 1978) en behaalde het grootste aantal voorkeurstemmen in de Belgische geschiedenis bij de Europese verkiezingen van 1979. Daardoor kreeg hij de bijnaam "de man van 1 miljoen stemmen".

## Levensloop
Net zoals naar schatting 300.000 van zijn leeftijdsgenoten moest hij zijn studies onderbreken om te gehoorzamen aan de oproep van het Belgische leger bij de Duitse inval in mei 1940. Hij vertrok als een van de zogenaamde CRAB's naar Frankrijk om daar een reserveleger te vormen. Soldaat werden ze echter nooit. Na de capitulatie van 28 mei, fietste hij samen met de scouts van Zwijndrecht uit Noord-Frankrijk huiswaarts. Hij volbracht toch nog zijn legerdienst in de brigade Piron die toen in Duitsland gelegerd was, na de Tweede Wereldoorlog.
Tindemans studeerde tijdens de oorlogsjaren handelswetenschappen aan de Sint-Ignatius Handelshogeschool in Antwerpen en na de oorlog economische wetenschappen aan de Gentse universiteit. Hij behaalde in 1946 het licentiaat in de handels- en consulaire wetenschappen, in 1947 werd hij licentiaat in de economische wetenschappen en in 1967 behaalde hij aan de Katholieke Universiteit Leuven ook nog het licentiaat in de politieke en sociale wetenschappen.
Vanaf 1946 was hij journalist bij de Gazet van Antwerpen, waarna hij van 1949 tot 1953 als ambtenaar en directeur handelsakkoorden op het ministerie van Landbouw werkte. Ook werd hij secretaris van de Economische Raad van Antwerpen. Vervolgens was hij van 1953 tot 1958 secretaris van CEPESS, de studiedienst van de CVP. Tevens was hij van 1976 tot 1987 buitengewoon hoogleraar aan de Katholieke Universiteit Leuven en van 1954 tot 1962 docent kantoortechniek aan de Katholieke Sociale Academie van Antwerpen
Via CEPESS belandde Tindemans in de CVP en was van 1958 tot 1966 de nationale secretaris van de partij. In 1961 werd hij namens de partij voor het arrondissement Antwerpen lid van de Kamer van volksvertegenwoordigers in opvolging van de overleden Frans Van Cauwelaert, een mandaat dat hij behield tot in 1989. In de periode december 1971-oktober 1980 zetelde hij als gevolg van het toen bestaande dubbelmandaat ook in de Cultuurraad voor de Nederlandse Cultuurgemeenschap, die op 7 december 1971 werd geïnstalleerd. Vanaf 21 oktober 1980 tot juli 1989 was hij lid van de Vlaamse Raad, de opvolger van de Cultuurraad en de voorloper van het huidige Vlaams Parlement. Tevens was hij van 1964 tot 1979 gemeenteraadslid van Edegem, waar hij van 1964 tot 1976 burgemeester was.
Tussen Tindemans en de kiezer klikte het meteen. Zijn populariteit stoelde op ernst, zijn politieke rechtlijnigheid en de kracht van zijn overtuiging. Het televisiemedium speelde daarin een grote rol. Met zijn steile electorale opgang (in 1974 82.000 stemmen in het arrondissement Antwerpen in 1977 134.000 en in 1978 139.000) plaatste hij alle commentatoren voor raadsels. Men wijt dit vaak aan de kwalificatie charisma. Voor de Europese Parlementsverkiezingen van 1979 stemden 983.000 Vlamingen, onder wie 160.000 Antwerpenaren op zijn naam. Hij is daarmee nog altijd Belgisch recordhouder aller tijden inzake voorkeurstemmen.
Als naaste medewerker van CVP-kopstukken Théo Lefèvre, Paul Vanden Boeynants en Robert Houben was Tindemans al geruime tijd betrokken bij de politieke besluitvorming en bij de Vlaams-Waalse problemen, toen hij in 1968 minister van Communautaire Betrekkingen werd in de Regering-G. Eyskens IV. In die functie lag hij aan de basis van de oprichting van gemeenschappen en gewesten, waarmee België in 1970 afscheid nam van de eenheidsstaat. In 1972 verliet hij deze functie, waarna hij van 1972 tot 1973 minister van Landbouw en Middenstand was in de Regering-G. Eyskens V. Vervolgens was hij van 1973 tot 1974 vicepremier en minister van Begroting in de Regering-Leburton. Als vicepremier probeerde hij tevergeefs een regeling uit te werken voor de gewestvorming.

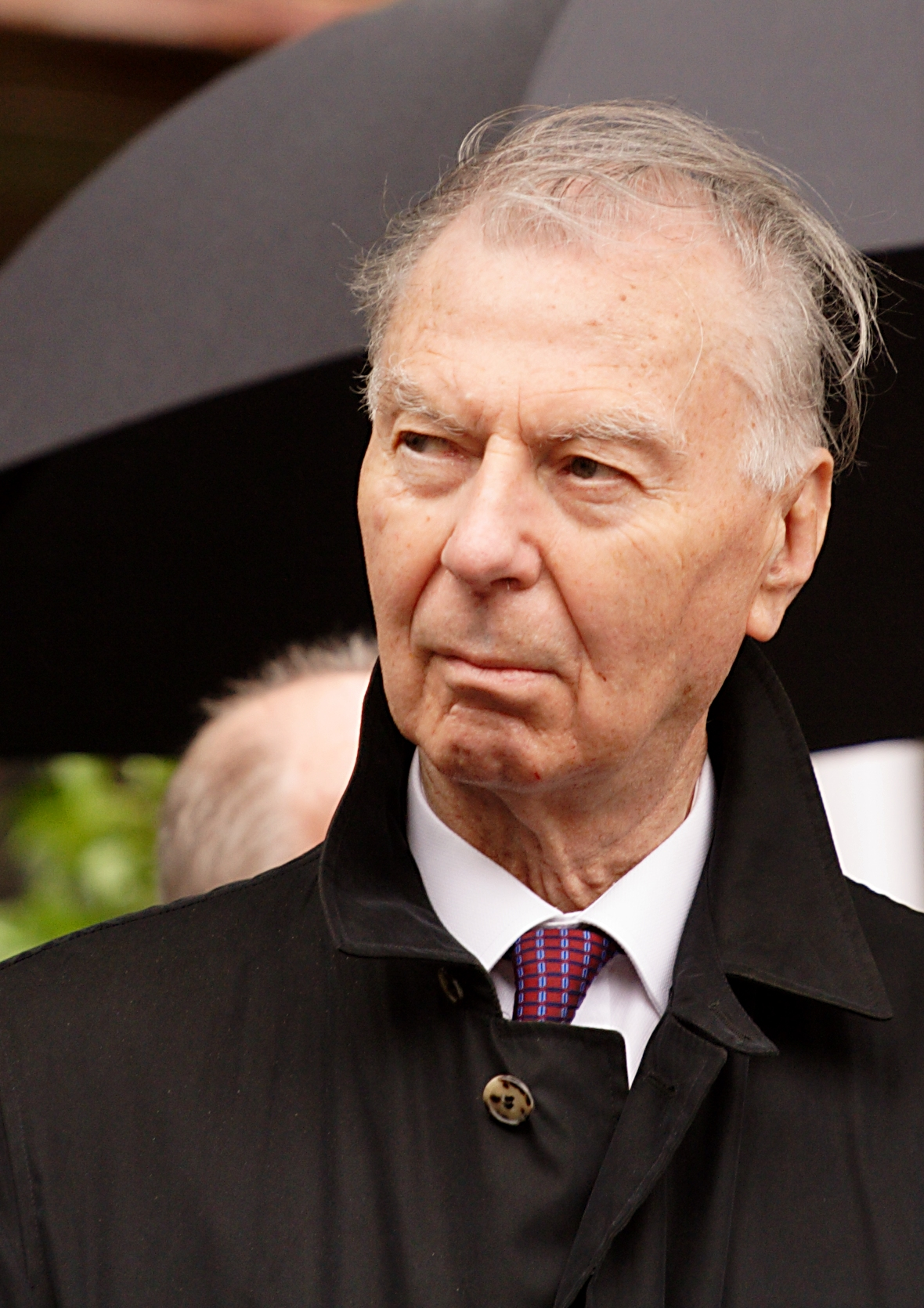
Leo Tindemans in 2006

Door zijn groot aantal voorkeurstemmen werd hij na de verkiezingen van 1974 gevraagd een regering samen te stellen  van christendemocraten en liberalen. Omdat het een minderheidsregering was werd de regering enkele maanden later aangevuld met het Waalsgezinde Rassemblement Wallon. In 1977 viel de regering nadat de RW uit de regering stapte en na de vervroegde verkiezingen wist Tindemans een regering van christendemocraten, socialisten en regionalisten op de been te brengen. De communautaire partijen Volksunie en FDF droegen voor het eerst regeringsverantwoordelijkheid, in een poging een oplossing te vinden voor de Vlaams-Waalse tegenstellingen binnen België. De partijen wisten na lang onderhandelen een akkoord te bereiken over een staatshervorming, het zogenaamde Egmontpact. Aan Vlaamse kant riep dit echter bijzonder veel weerstand op, niet alleen bij de Volksunie maar ook in de CVP. Een heikel punt voor de achterban in de rand rond Brussel bleek het inschrijvingsrecht voor Franstaligen in Brussel, in ruil voor de splitsing van het kiesarrondissement Brussel-Halle-Vilvoorde. Toen ook de Raad van State in een spoedadvies kritisch was over de grondwettelijkheid van een aantal punten van het ingewikkelde en veelomvattende akkoord, wilden de Vlaamse partijvoorzitters opnieuw onderhandelen, maar de Franstaligen weigerden resoluut. Tindemans kondigde daarop op 11 oktober 1978 in de Kamer onverwacht en met gevoel voor dramatiek het ontslag van de regering aan met de legendarische woorden:
Voor mij is de grondwet geen vodje papier. (...) Ik ga van deze tribune weg, ik ga naar de koning en ik bied het ontslag van de regering aan.
Hij nam het namelijk niet dat de partijvoorzitters (Wilfried Martens, Karel Van Miert, André Cools, Charles-Ferdinand Nothomb, Hugo Schiltz en Antoinette Spaak) hem, tegen het advies van de Raad van State in, het Egmontpact wilden opleggen. Als premier werd Tindemans vervangen door Paul Vanden Boeynants.
Na zijn premierschap werd hij van 1979 tot 1981 partijvoorzitter van de CVP. Vervolgens kreeg hij in 1981 de ministerpost Buitenlandse Zaken, veranderde de naam in Buitenlandse Betrekkingen, en oefende dit mandaat uit tot in 1989. Hij oefende deze functie uit tot in de Regering-Martens V, de Regering-Martens VI, de Regering-Martens VII en de Regering-Martens VIII. In 1989 verliet hij de nationale politiek en koos hij voor het Europees Parlement. In de periode december 1971-oktober 1980 zetelde hij als gevolg van het toen bestaande dubbelmandaat ook in de Cultuurraad voor de Nederlandse Cultuurgemeenschap, die op 7 december 1971 werd geïnstalleerd. Vanaf 21 oktober 1980 tot juli 1989 was hij lid van de Vlaamse Raad, de opvolger van de Cultuurraad en de voorloper van het huidige Vlaams Parlement.
Tindemans werd tevens actief in de Europese politiek en was van 1965 tot 1973 secretaris van de Europese Unie van Christen-Democraten. Daarna was hij van 1976 tot 1986 de eerste voorzitter van de EVP. Bovendien zetelde hij van 1979 tot 1981 en van 1989 tot 1999 in het Europees Parlement, waar hij van 1994 tot 1995 de voorzitter was van de Tindemans Group over de toekomst van de Europese instituties, met het oog op de uitbreiding van de Europese Unie met de nieuwe lidstaten uit Midden- en Oost-Europa. In het Europees Parlement was hij van 1989 tot 1992 fractieleider van de EVP.
Tindemans verliet de actieve politiek in 1999. In 2003 droeg hij een deel van zijn persoonlijk archief over aan het Katholiek Documentatie- en Onderzoekscentrum.
Tindemans is overleden op 26 december 2014 op 92-jarige leeftijd. Hij kreeg een staatsbegrafenis in de basiliek van Edegem.

## Personalia
Leo Tindemans is op 27 december 1960 gehuwd met Rosa Naesens (Harelbeke, 11 april 1926 - Mortsel, 19 februari 2023). Het koppel heeft vier kinderen gekregen.

## Onderscheidingen
Sinds 1992 was hij minister van staat.
Hij was doctor honoris causa van de City University London, de Heriot-Watt University Edinburgh en de Universiteit van Georgetown.
Hij ontving onder meer volgende prijzen:
- 1976: Europese Karel de Grote Prijs of Karlsprijs van de stad Aken
- 1977: St.-Liborius-Medaille für Einheit und Frieden van het Aartsbisdom Paderborn
- 1994: Heinrich-Brauns-Preis

## Archief
In 2005 schonk Leo Tindemans zijn persoonlijk archief (over de periode 1945 tot 2005) aan het KADOC (Documentatie- en onderzoekscentrum voor religie, cultuur en samenleving), KU Leuven.
In november 2011 was de inventaris klaar en werd hij online beschikbaar gesteld. Dit werd aangekondigd tijdens een academische zitting die werd gehouden op 8 november 2011 in het Europees Parlement in Brussel.

## Publicaties
- L'Union européenne: rapport (1976)
- Open brief aan Gaston Eyskens: over economie in Vlaanderen (1979) ISBN 90-209-0756-5
- L'échec d'Euratom (1980)
- Atlantisch Europa: Frans van Cauwelaert en de Europese eenmaking (1980) ISBN 90-6152-315-X
- Hoe winnen wij de vrede? (1984) ISBN 90-6152-375-3
- Pour une Communauté politique européenne: travaux préparatoires (1952-1954) (1984) ISBN 2-8027-0320-X
- Europa zonder kompas (1987)
- De buitenlandse politiek van België, 1982-1987: standpunten van Leo Tindemans (1988)
- Oost-Europa vanuit Brussel (1988)
- Duel met de minister: een divertimento over de politieke verantwoordelijkheid van bewindvoerders in het koninkrijk België (1991) ISBN 90-289-1675-X
- European unification in 1951 and in 1993 (1993) ISBN 90-5278-087-0
- De toekomst van een idee (1993) ISBN 90-289-1922-8
- European unification in 1951 and in 1993 (1993) ISBN 90-5278-087-0
- Europa in goede handen (1994)
- Kaïn in de Balkan. De dagen na het bloedbad (1996)
- De mémoires. Gedreven door een overtuiging (2002) ISBN 90-209-4994-2
- Herman Wauters: glazenier (2004) ISBN 90-5325-247-9
- samen met Daniel Cardon (uitgevers), Albert Coppé (2006)
- Een politiek testament. Mijn plaats in de tijd. Dagboek van een minister (2009) ISBN 978-90-209-7377-8

## In populaire cultuur
- In de Nero-stripreeks wordt in het album "De planeet Egmont" (1977) naar Tindemans en het Egmontpact verwezen. Nero en Clo-Clo reizen in het album naar een planeet waar mensen met arendsmaskers en hanemaskers ruzie met elkaar maken. Eén planeetbewoner, Leo, heeft een leeuwenkop. Leo brult op zeker moment zo luid dat de maskers van de arenden en hanen afvliegen. Zo ontdekken ze dat ze er eigenlijk allemaal hetzelfde uitzien en verbroederen zich. Sleen verwees hiermee naar Tindemans die door actie te ondernemen de communautaire geschillen had moeten oplossen.
- Stafke Fabri nam in 1974 een nummer op over de politicus dat "Den Tindemans" heette.
- Hij wordt op de korrel genomen in de satirische strip "Pest in 't Paleis" (1983) door Guido Van Meir en Jan Bosschaert als "Titelmans". Onder meer zijn dramatische regeringsontslag in 1978 wordt gepersifleerd.

## Uitspraak
luisterⓘ
- Bibsys: 90727101
- Biblioteca Nacional de España: XX1136885
- Bibliothèque nationale de France: cb120653790 (data)
- Digitale Bibliotheek voor de Nederlandse Letteren: tind002
- Gemeinsame Normdatei: 11862282X
- International Standard Name Identifier: 0000 0000 8394 7427
- Library of Congress Control Number: n79029867
- MusicBrainz: 9383b373-69d5-41b6-bb3d-96e9df76656b
- National Archives and Records Administration: 10582639
- Nationale Bibliotheek van Tsjechië: osd20211133718
- Nationale Bibliotheek van Israël: 987007277047505171
- Nationale Bibliotheek van Polen: a0000002307045
- Nederlandse Thesaurus van Auteursnamen: 068639929
- Réseau des bibliothèques de Suisse occidentale: 02-A003902130
- Système universitaire de documentation: 028917162
- Trove: 992867
- Virtual International Authority File: 74646143
- WorldCat: E39PBJhmKJYtQgfttdhpWhjQv3

de Gerlache · 
Lebeau · 
de Mûelenaere · 
Goblet d'Alviella · 
de Theux de Meylandt · 
Lebeau · 
Nothomb · 
Van de Weyer · 
de Theux de Meylandt · 
Rogier · 
Henri de Brouckère · 
de Decker · 
Rogier · 
Frère-Orban · 
d'Anethan · 
de Theux de Meylandt · 
Malou · 
Frère-Orban · 
Malou · 
Beernaert · 
de Burlet · 
de Smet de Naeyer · 
Vandenpeereboom · 
de Smet de Naeyer · 
de Trooz · 
Schollaert · 
de Broqueville · 
Cooreman · 
Delacroix · 
Carton de Wiart · 
Theunis · 
Van de Vyvere · 
Poullet · 
Jaspar · 
 Renkin · 
de Broqueville · 
Theunis · 
van Zeeland · 
Janson · 
Spaak · 
Pierlot · 
Van Acker · 
Spaak · 
Van Acker · 
Huysmans · 
Spaak · 
Eyskens · 
Duvieusart · 
Pholien · 
Van Houtte · 
Van Acker · 
Eyskens · 
Lefèvre · 
Harmel · 
Vanden Boeynants · 
Eyskens · 
Leburton · 
Tindemans · 
Vanden Boeynants · 
Martens · 
Eyskens · 
Martens · 
Dehaene · 
Verhofstadt · 
Leterme · 
Van Rompuy · 
Leterme · 
Di Rupo · 
Michel · 
Wilmès ·
De Croo ·
De Wever